# Gökhan Töre
Gökhan Töre (Köln, 20. siječnja 1992.) turski je nogometaš koji trenutačno igra za turski nogometni klub Yeni Malatyaspor i tursku nogometnu reprezentaciju. 

## Klupska karijera

### HSV i Rubin Kazan
Töre je se pridružio njemačkom HSV-u iz nogometne škole Chelseaja. Töre je profesionalno debitirao za HSV u utakmici protiv Oldenburga u srpnju 2011. HSV je tu utakmicu pobijedio s 2:1. Turski veznjak je debitirao u Bundesligi u udarnoj postavi protiv Borussije Dortmund u prvoj utakmici sezone 2011./12. Iz HSV-a je Turčin prešao u ruski Rubin Kazan.

### Beşiktaş
U lipnju 2013. godine je Töre poslan na posudbu u Beşiktaş na jednu godinu. U svom debiju protiv Trabzonspora je zabio svoj prvi pogodak za Crne orlove. U kolovozu 2013. godine je Töre zabio svoj drugi pogodak za istanbulski klub u 2:4 pobjedi protiv Kayseri Erciyesspora.
Godinu kasnije je Turčin potpisao petogodišnji ugovor s Beşiktaşom.

### West Ham United
Turski reprezentativac je tijekom ljetnog prijelaznog roka 2016. godine posuđen engleskom West Ham Unitedu. Töre je debitirao za West Ham Unitedu protiv svog bivšeg kluba Chelseaja, gdje je izgubio sa svojom momčadi s 2:1.

### Yeni Malatyaspor
U srpnju 2019. Töre se pridružio Yeni Malatyasporu. Turčin je stigao u Malatyu kao slobodan igrač. Töre je debitirao protiv Trabzonspora u kolovozu iste godine.

## Reprezentativna karijera
Töre je imao mogućnost da nastupa za Njemačku ili Tursku. Tadašnji zbornik Guus Hiddink je u svibnju 2011. godine pozvao Törea za kvalifikacijsku utakmicu protiv Belgije. Za tursku nogometnu reprezentaciju je debitirao u prijateljskoj utakmici protiv Estonije u kolovozu 2011. godine. Turski nogometni izbornik objavio je u svibnju 2016. popis za nastup na Europsko prvenstvo u Francuskoj, s kojeg je izostavio Törea.